# Mina Carlson-Bredberg

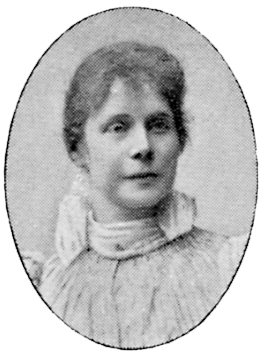
Foto

Wilhelmina Carlson-Bredberg (Estocolmo, 2 de septiembre de 1857 -ibídem, 9 de junio de 1943) fue una pintora sueca conocida sobre todo por sus retratos y escenas de la vida cotidiana.
Se casó por obligación con el amigo de la familia Vilhelm Swalin, tras su ruptura retomó su carrera como pintora en París, donde estudió en la Academia Julian.
Regresó a Suecia luego y en 1893 expuso en la Exposición Universal de Chicago.
En 1895 se casó con el arquitecto Greorg Carlson y volvió a abandonar su carrera como pintora. 